# Perro fino Colombiano
 (septembre 2014).
 (janvier 2017).
Si vous disposez d'ouvrages ou d'articles de référence ou si vous connaissez des sites web de qualité traitant du thème abordé ici, merci de compléter l'article en donnant les références utiles à sa vérifiabilité et en les liant à la section « Notes et références ».
Le chien (« perro ») Fino, aussi connu sous les noms de « Tinajero » à Santander, « Chapolo » sur la côte des Caraïbes, « Bramador » à Antioquia et « Aullador » dans d'autres régions de Colombie, est un type de chien qui a été établi par sélection fonctionnelle au fil des années sur le territoire colombien.
Il a été développé à partir des chiens de chasse qui sont venus principalement d'Europe et d'Amérique du Nord. Depuis l'époque de la conquête et grâce aux particularités d'utilisation et d'adaptations à son environnement, il est devenu le chien de chasse par excellence des Colombiens.

## Apparence générale
Le Fino est un chien possédant un odorat développé et un bon aboiement. Son corps de proportion rectangulaire et de taille moyenne, sa hauteur au garrot qui varie entre 45 et 55 cm, ses yeux en amande, ses longues oreilles et sa mâchoire en forme de ciseaux en font sa particularité. Sa peau est généralement épaisse et sa queue est longue, en forme de sabre qui s'amincit au fur et à mesure qu'elle atteint la pointe. C'est un animal très résistant qui peut accompagner les jours de chasse pendant de longues heures et sur n'importe quel terrain.

## Pelage
Ses poils doivent être courts et il y en a de toutes les couleurs typiques des chiens courants (bleus, rouges, noirs et feu, tricolore, bicolore, etc.). Les parties blanches doivent avoir des tâches rousses et ne sont, en général, pas de couleur unie. 

## Tempérament / comportement
C'est un chien noble, de caractère doux et insouciant, patient, sociable et chasseur passionné, ce n'est pas un chien d'appartement.

## Histoire et traditions colombiennes
Le "Fino" colombien est une variété de chiens développé en Colombie, provenant de races étrangères (principalement des chiens courants européens et américains) introduits dans le pays depuis l'époque coloniale jusqu'au XXe siècle.
En raison de l'isolement géographique subi par le pays au cours de son histoire, il a conduit à une grande diversité de chiens courants existants qui, encore aujourd'hui, se conservent. On peut parler de foyers génétiques comme celui de "la hoya Rio Suarez", les "Plaines Orientales" et les plaines de la rivière Cauca et de la rivière Sinú, les montagnes d'Antioquia, de la côte atlantique, et de la rivière Magdalena (Colombie).
Grâce à leur bon odorat et à l'adaptation aux différentes conditions des régions colombiennes, ils sont reconnus dans le domaine de la chasse depuis toujours, présents dans la mémoire des agriculteurs colombiens et connus depuis plus de 200 ans par les paysans et les chasseurs. Ces chiens servent principalement en tant que chasseurs de rongeurs comme : paca, agouti, capybara et autres animaux à poils.  
Grâce à leurs capacités, leur diffusion est vaste : on peut les trouver dans toutes les régions de la Colombie. Cette race non mondialement reconnue s'apparente à certaines races déjà existantes. Néanmoins, les communautés paysannes les différencient des autres races grâce à leur carrure et leurs nombreuses compétences qui les rendent uniques. 

## Reconnaissance
Le "Fino" colombien n'est pas reconnu comme chien de race. Cependant, un projet de recherche est actuellement entrepris[réf. nécessaire] par l´Université nationale de Colombie pour reconnaissance, caractérisation et inscription en tant que chien de race à part entière.